# Eleuterio Pagliano
Eleuterio Pagliano (né à Casale Monferrato, 2 mai 1826 - mort à  Milan, 5 janvier 1903) est un patriote et un peintre italien romantique  du XIXe siècle.

## Biographie
Eleuterio Pagliano étudia à l'Académie de Brera à Milan.
Il commença sa carrière de peintre avec un style néo-classique mais il adopta rapidement le romantisme.
Pendant le Risorgimento, il combattit d'abord à Milan (1848) participant aux cinq journées de Milan, ensuite à Rome (1849) auprès de Garibaldi et toujours avec Garibaldi à Varese (1859).
Entre 1858 et 1859 Pagliano réalise pour le roi Charles-Albert Ier de Sardaigne un tableau de saint Louis. Cette peinture a été récompensée par l'Académie de Brera par une médaille d'or.
Pendant les conflits il peignit diverses toiles parmi lesquelles un portrait de Garibaldi.
Il fit partie de la commission décidant de l'attribution sur concours du réalisateur du monument à Dante à Trento.
Vers la fin de sa vie, il enseigna la peinture et fut le maître d'art du peintre Pompeo Mariani.
De son vivant, ses tableaux n'eurent pas un grand succès, mais dès sa mort (1903) une exposition en son honneur fut organisée à Milan.

## Œuvres
- Femme orientale à l'éventail
- Dame jouant au volant,
- Portrait de Garibaldi,
- Maramaldo
- Tintoret peignant sa fille
- La Leçon de géographie
- Le Divorce de Napoléon
- La succession de révision
- Pour la période de Noël
- La Prise du cimetière de Magenta
- La Blanchisseuse
- La reine de Marrakech,Zainab Nefzaouia

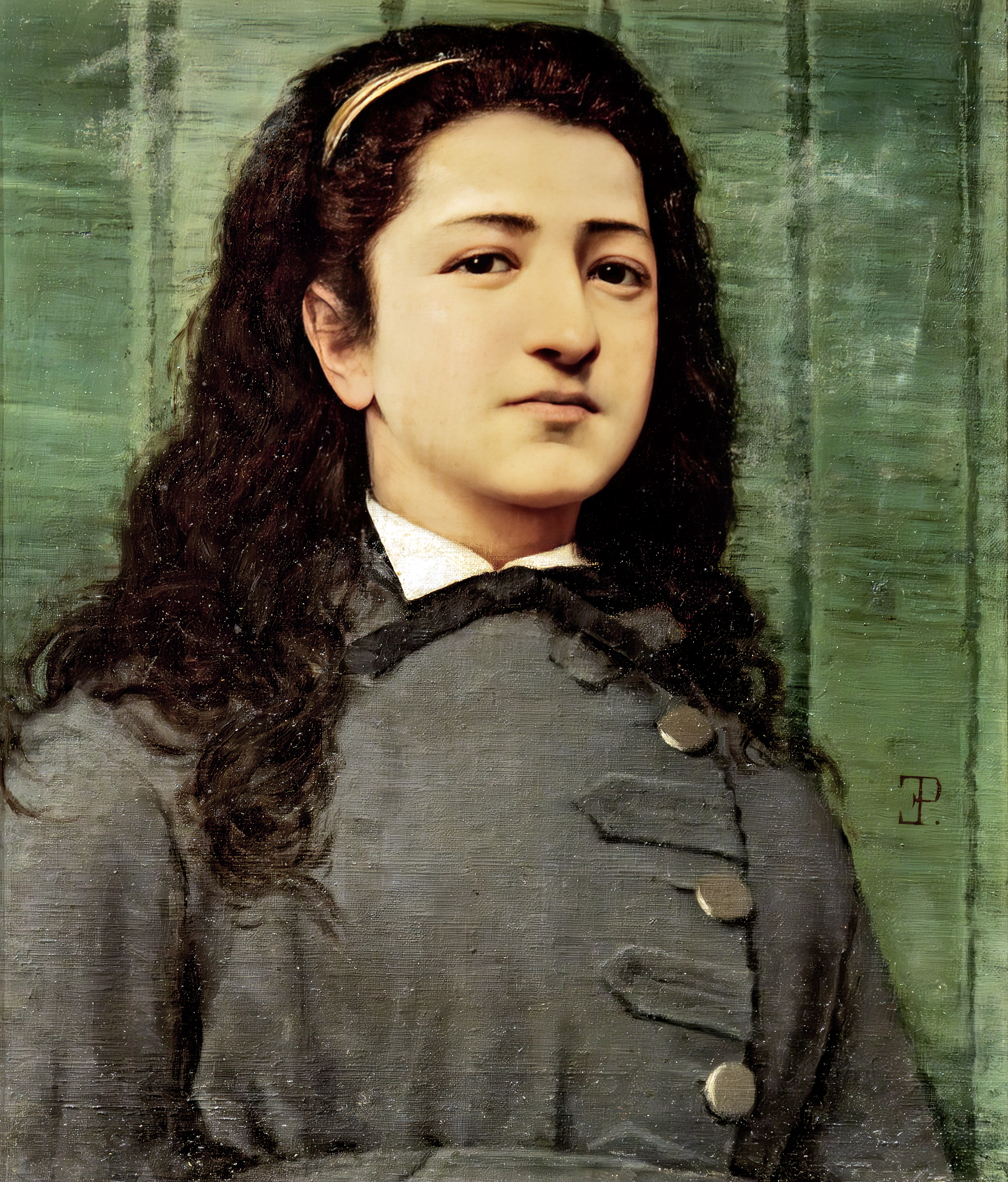
La Collegiale - Collection privée
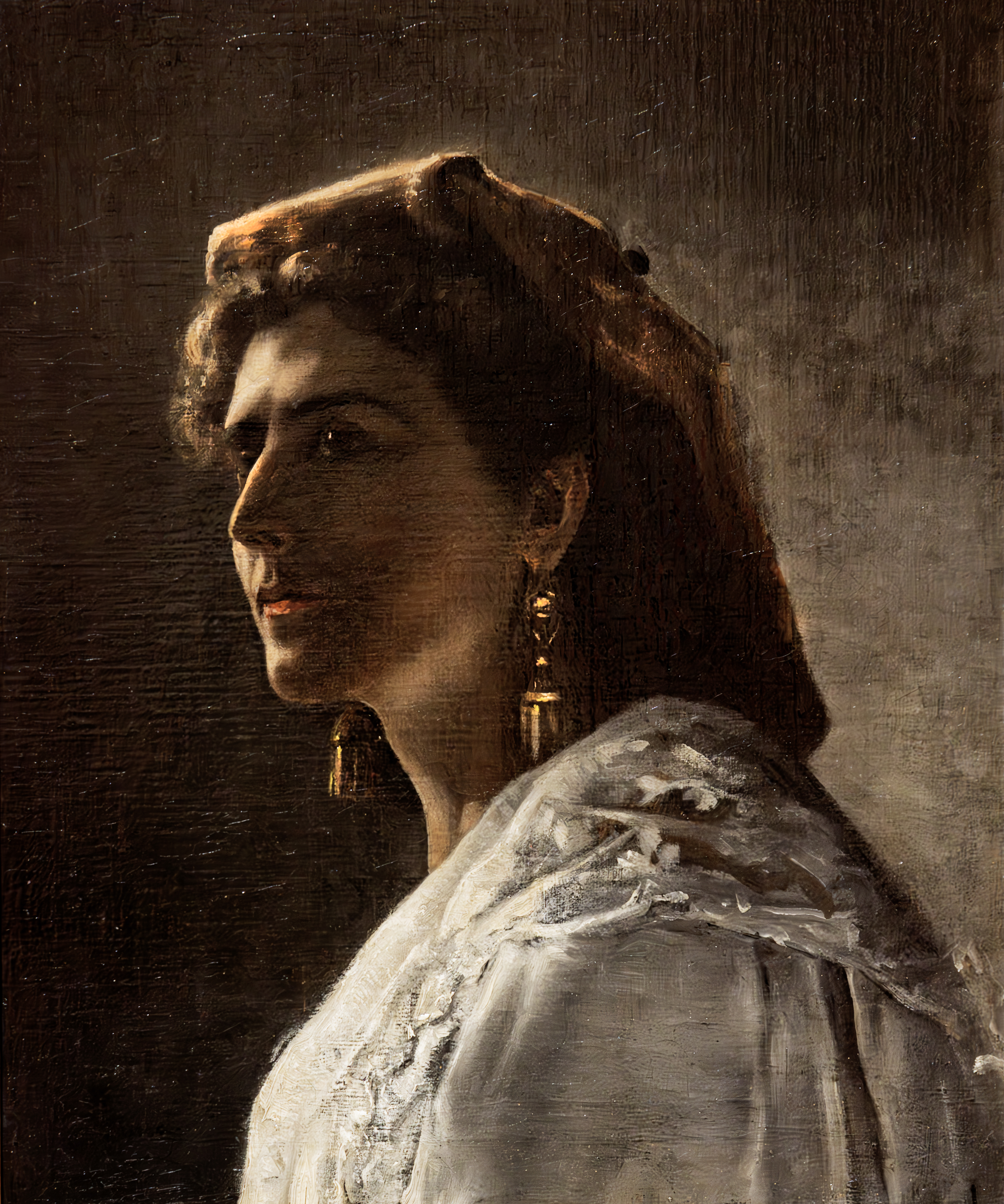
Ritratto di donna - Collection privée

## Honneur
Chevalier de l'ordre de Léopold (Belgique, 9 novembre 1869).

## Sources
- (it) Cet article est partiellement ou en totalité issu de l’article de Wikipédia en italien intitulé « Eleuterio Pagliano » (voir la liste des auteurs).